# Lethrus karatavicus
Lethrus karatavicus là một loài bọ cánh cứng trong họ Geotrupidae. Loài này được Nikolajev & Skopin miêu tả khoa học năm 1971.